# Lies Van Gasse

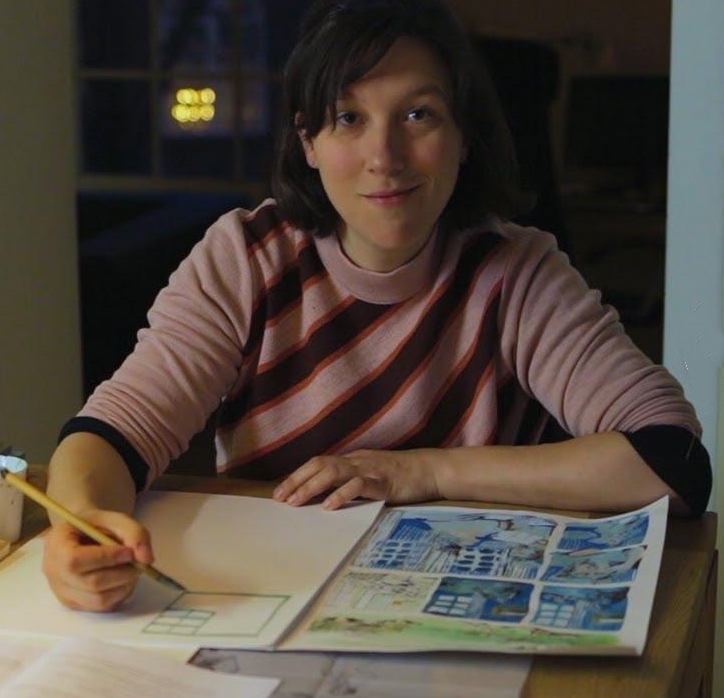
Lies Van Gasse, 2019

Lies Van Gasse (Sint-Niklaas, 7 oktober 1983) is een Vlaams dichter en kunstenaar. In 2022 werd ze samen met Yannick Dangre, Lotte Dodion, Ruth Lasters en Proza-K tot stadsdichter van Antwerpen benoemd.

## Leven
Lies Van Gasse studeerde Illustratieve Vormgeving aan de Karel de Grote-hogeschool (Campus Sint-Lucas) te Antwerpen waarna ze zich toespitste op schilderkunst aan de Accademia di Brera in Milaan. In 2005 werd Lies Van Gasse "Meester in de Beeldende Kunst". Van Gasse won al op jonge leeftijd diverse poëzieprijzen en werd in 2009 benoemd tot aanstormend talent in het Waasland. In 2022 werd ze samen met Yannick Dangre, Lotte Dodion, Ruth Lasters en Proza-K voor twee jaar tot stadsdichter van Antwerpen benoemd.

## Exposities
- Out of Control Goes Wide (2005) Diverse cultuurcentra
- Sylvia (2010) Galerie Link, Gent
- Sylvia (2010) Bibliotheek Permeke, Antwerpen
- kunstenfestival Watou (2011)
- Hauser.expo, AMVC-Letterenhuis (2013)

## Boeken
- Hetzelfde gedicht steeds weer, 2009, Wereldbibliotheek
- Sylvia, 2010, Wereldbibliotheek
- 'Brak de waterdrager', 2011, Wereldbibliotheek
- 'Waterdicht' i.s.m. Peter Theunynck, 2011, Wereldbibliotheek
- 'het eiland M', bibliofiel, Het Gonst, 2012
- 'Wenteling', 2013, Wereldbibliotheek
- 'Het boek Hauser', 2013, Wereldbibliotheek, i.s.m. Annemarie Estor
- 'Een stem van paardenhaar', 2014, Azul Press, i.s.m. Bas Kwakman
- 'Zand op een Zeebed', 2015, Wereldbibliotheek
- 'Nel. Een zot geweld', 2016, Wereldbibliotheek, i.s.m. Peter Theunynck - over Nel Duerinckx

## Prijzen
- Literaire prijs van Harelbeke voor dichters tot 25 jaar (2005)
- Prijs voor poëzie van de provincie Oost-Vlaanderen (2011)